# Mosty San Luis Rey
Mosty San Luis Rey (ang. The Bridge of San Luis Rey) – amerykański film niemy z 1929 roku w reżyserii Charlesa Brabina.

## Nagrody
| Nazwa nagrody | Wygrane                                   | Nominacje    |
| ------------- | ----------------------------------------- | ------------ |
| Oscar         | 1930 Najlepsza scenografia Cedric Gibbons | 1930 wygrana |